# The Hispanic Society of America
A Hispanic Society of America (em português: Sociedade Hispânica da América) é um museu gratuito e biblioteca de investigação dedicado ao estudo das artes e cultura de Espanha, Portugal e América Latina. A instituição situa-se na 613 West 155th Street em Nova Iorque, Estados Unidos.
Fundada em 18 de maio de 1904 por Archer Milton Huntington, a instituição abriu ao público num edifício de estilo Beaux-Arts que continua a ser a sua sede até aos dias de hoje, situado no Audubon Terrace, Manhattan, na Broadway, entre a 155ª e 156ª avenidas. Além do museu e da biblioteca, a sociedade conta ainda com um centro de estudos hispânicos medievais, o Hispanic Seminary of Medieval Studies, que é uma das mais prestigiadas editoras no seu ramo.
O museu foi incluído em 16 de outubro de 2012 no Registro Nacional de Lugares Históricos e na mesma data foi classificado como um Marco Histórico Nacional.

## Coleções do museu
O edifício tem várias esculturas nos espaços exteriores, que incluem obras de Anna Hyatt Huntington, esposa do fundador, e nove relevos de grandes dimensões um trabalho feito por encomenda pelo escultor suíço-americano Berthold Nebel que demorou dez anos a ser executado.

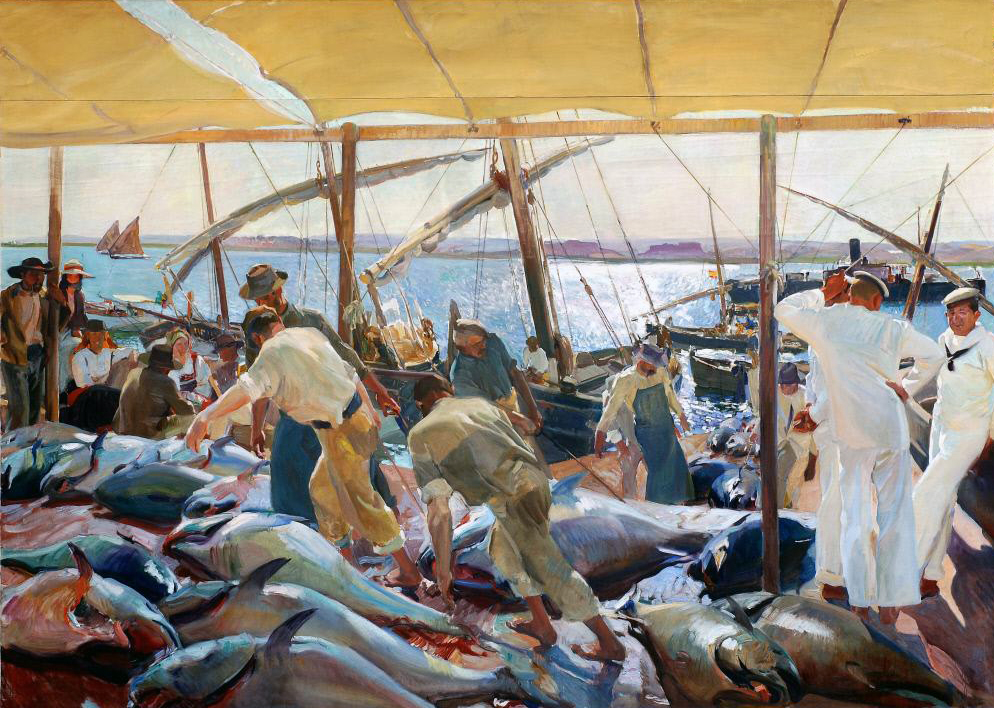
Tela Ayamonte, de Joaquín Sorolla, parte da coleção da sociedade

O museu conta com mais de 800 pinturas, 600 aguarelas, 1 000 esculturas, 6 000 objetos decorativos, incluindo uma coleção de têxteis, cerca de 15 000 gravuras  de várias épocas e mais de 175 000 fotografias, as mais antigas datadas de 1850. Entre as suas obras mais notáveis das suas coleções, destacam-se A duquesa de Alba vestida de negro, uma pintura de 1797 de Goya, diversas obras de Velázquez, Zurbarán, Murillo e uma sala dedicada exclusivamente a Joaquín Sorolla onde estão expostas as grandes telas designadas conjuntamente Visión de España ou Las Regiones de España. Este último conjunto foi executado por encomenda entre 1911 e 1919 e representam cenas de todas as províncias de Espanha.
A biblioteca alberga mais de 15 000 livros impressos antes de 1701, dos quais 150 são incunábulos, um deles uma editio princeps (primeira edição) de La Celestina, publicada em Burgos em 1499. De destacar ainda uma rica coleção da escritora hispano-mexicana Sóror Juana Inés de la Cruz, uma primeira edição de Dom Quixote e uma infinidade de raríssimos trabalhos impressos espanhóis.
A coleção de manuscritos da sociedade é a mais importante que existe fora de Espanha, com documentos tão importantes como o primeiro Fuero Real de Castilla,[a] de Aguilar de Campoo. Entre os manuscritos mais apreciados encontra-se ainda o original do El alguacil endemoniado, um dos Sueños de Quevedo e outros importantíssimos documentos medievais. É, por isso, um centro de documentação de primeira importância para investigadores da cultura hispânica de todo o mundo e um verdadeiro paraíso para bibliófilos.
O conjunto mais significativo do vasto acervo de manuscritos e livros raros, cujo número total ascende a 200 000 exemplares dos séculos XI ao século XX, é a coleção do marquês de Jerez de los Caballeros, que reúne mais de 10 000 obras. Quando Huntington a adquiriu em 1904 ao marquês  Manuel Pérez de Guzmán y Boza, dizia-se que era a melhor biblioteca de livros espanhóis de todo o mundo. Quando saiu de Espanha, Ramón Menéndez Pidal comentou que se tratava de uma perda maior que a de Cuba. Entre as obras que sairam de Sevilha destaca-se um mappa mundi desenhado em 1526 pelo sobrinho de Américo Vespúcio, João Vespúcio, o qual inclui a representação mais antiga do Golfo da Flórida, o Manual de instrucciones para los pilotos de mar e um livro da Universidad de Mareantes de meados do século XVI. A coleção inclui ainda a primeira edição do Tirante o Branco, de 1490 e obras de Afonso X, o Sábio, de Antonio de Nebrija do Marquês de Santillana (Íñigo López de Mendoza), além da já citada primeira edição do Dom Quixote.
Outra parte apreciável do acervo são documentos e obras de autores do século XX que foram amigos pessoais de Huntington: cartas, manuscritos e edições autografadas de Rubén Darío, Miguel de Unamuno, Juan Ramón Jiménez, Emilia Pardo Bazán e Antonio Machado. Embora Huntington não tenha conhecido pessoalmente Federico García Lorca, a sociedade conserva a versão original datilografada com anotações manuscritas de Amor de don Perlimplín con Belisa en su jardín, uma doação de Mildred Adams, uma estudiosa americana da obra de Lorca.